# Anna Boch

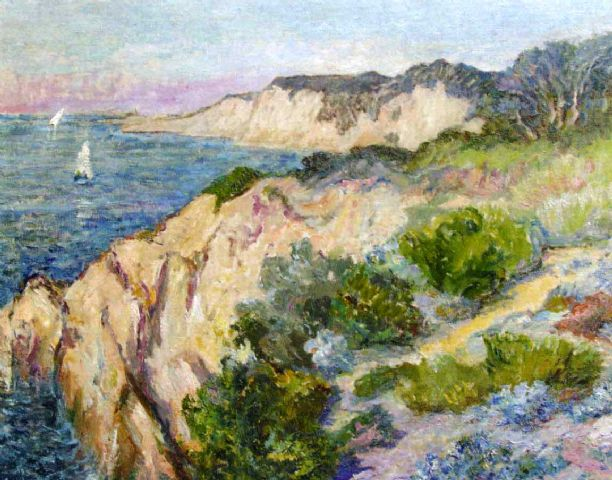
Bochs Falaise - Côte de Bretagne från 1900–1902 (62 x 84 cm).

Anna Rosalie Boch, född 10 februari 1848 i Saint-Vaast i La Louvière i Hainaut, död 25 februari 1936 i Ixelles, var en belgisk målare och konstsamlare. Hon var verksam i den Brysselbaserade konstnärsgruppen Les XX och var framförallt knuten till konstriktningarna impressionism och pointilism. Konstnären Eugène Boch var hennes bror.

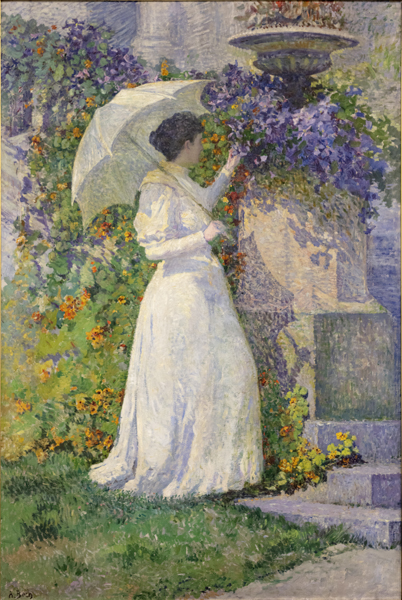
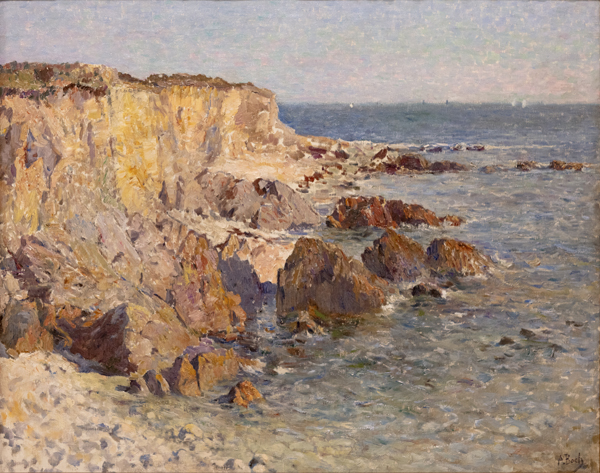
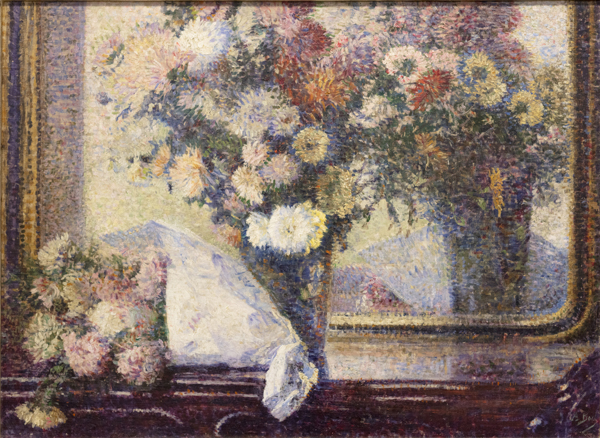
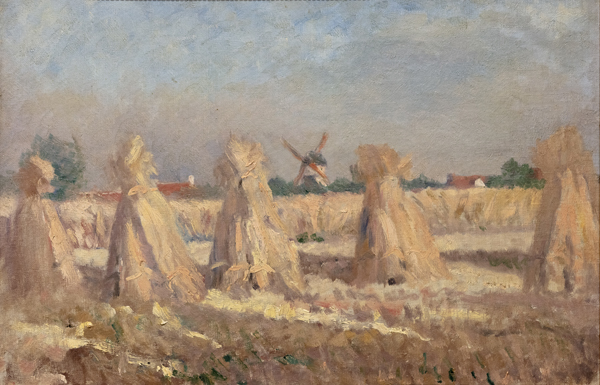
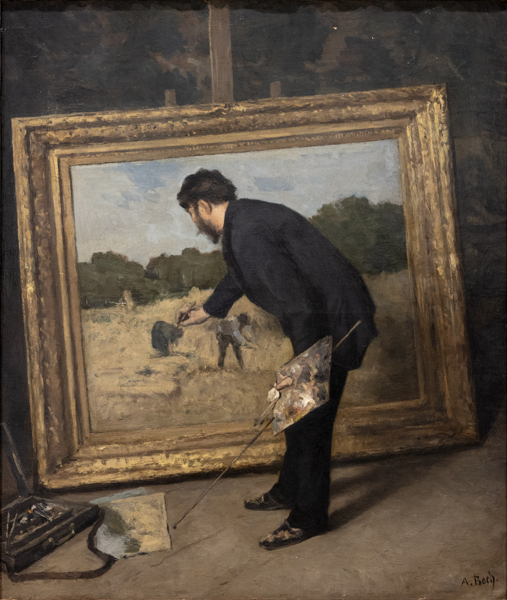